# Клаудио Рейес Рубио
Клаудио Рейес Рубио (на испански: Claudio Reyes Rubio) е мексикански режисьор, син е на актрисата Мария Рубио и писателя и сценарист Луис Рейес де ла Маса. Клаудио Рейес завършва специалност „Драматични изкуства“ в Националния автономен университет на Мексико.
Клаудио Рейес Рубио умира при зрелищен автомобилен инцидент на 11 ноември 2017 г., когато микробусът, в който пътува, собственост на компания Телевиса, удря камион на магистралата Мексико-Куернавака, на 46-ия километър. С него пътува и актрисата и режисьор Мару Дуеняс, която също умира в катастрофата. Двамата се завръщали от Кернавака, след като заснели една от сцените на теленовелата Признавам се за виновна, на която Рейес е режисьор, а Дуеняс - режисьор на диалози.

## Филмография
Режисьор
- Първа част на Признавам се за виновна (2017)
- Трите лица на Ана (2016)
- Нека Бог ти прости (2015)
- Това, което животът ми открадна (2013/14)
- Бездната на страстта (2012)
- Втора част на Рафаела (2011)
- Изпълнена с любов (2010/11)
- Втора част на Удар в сърцето (2008/09)
- Момичета като теб (2007)
- Скритата истина (2006)
- Любовта няма цена (2005)
- Corazones al límite (2004)
- Любимо мое момиче (2003)
- El juego de la vida (2001/02)
- El precio de tu amor (2000)
- Лабиринти на страстта (1999)
- Втора част на Лъжата (1998)
- Разногласие (1997/98)
- Първа част на Ураган (1997)
- Плантация на страсти (1996)
- Запален факел (1996)
- Империя от кристал (1994)
- Първа част на Полетът на орела (1994)
- Каприз (1993)
- Валерия и Максимилиано (1991/92)

Сценарист
- Падналият ангел (1985) с Луис Рейес де ла Маса

Актьор
- Падналият ангел (1985) – Патрисио

## Награди и номинации
Награди TVyNovelas
| Година | Категория             | Теленовела              | Резултат  |
| ------ | --------------------- | ----------------------- | --------- |
| 2018   | Най-добър режисьор    | Признавам се за виновна | Номиниран |
| 2017   | Най-добър режисьор    | Трите лица на Ана       | Номиниран |
| 2013   | Най-добър режисьор    | Бездната на страстта    | Номиниран |
| 2007   | Най-добър режисьор    | Скритата истина         | Номиниран |
| 2003   | Най-добър режисьор    | Любимо мое момиче       | Номиниран |
| 1997   | Най-добър режисьор    | Плантация на страсти    | Печели    |
| 1986   | Най-добър мъжки дебют | Падналият ангел         | Номиниран |